# UB-68 Uummannaq
Ũmánaĸ Boldklubben-68 (kurz UB-68 Uummannaq) ist ein grönländischer Fußballverein aus Uummannaq.

## Geschichte
UB-68 wurde 1968 als zweiter Verein der Stadt nach Malamuk Uummannaq gegründet.
Für 1972 war UB-68 vorläufig für die Teilnahme an der Grönländischen Fußballmeisterschaft gemeldet, aber es liegen keine weiteren Informationen vor. 1981 nahm der Verein erstmals an der Schlussrunde teil, die er als Fünfter von sechs Mannschaften abschloss. Im Folgejahr qualifizierte sich die Mannschaft in der Schlussrunde für das Halbfinale, das sie gewinnen konnte, und wurde schließlich Vizemeister. Das nächste Mal ist sie 1984 als Teilnehmer belegt, wurde aber punktlos Gruppenletzter. 1985 erreichte sie Platz 7 bei der Meisterschaft, im Folgejahr Platz 4. Ab dann verlor die Mannschaft die Vormachtstellung im Norden Grönlands an den Lokalrivalen Malamuk. 1989 und 1990 scheiterte der Verein jeweils in der Qualifikation. 1991 konnte sich die Mannschaft in der Vorrunde durchsetzen, scheiterte dann aber in der Zwischenrunde. In den Folgejahren nahm UB-68 entweder nicht teil oder scheiterte in der Qualifikation. Erst 1998 konnte sich die Mannschaft in der Qualifikation wieder gegen den FC Malamuk durchsetzen, wurde dann in der Schlussrunde aber punkt- und torlos Gruppenletzter, bevor sie wenigstens das Spiel um Platz 7 gewinnen konnte. Anschließend scheiterte UB-68 regelmäßig in der Qualifikation, besonders knapp 2002 und 2003. In den 2010er Jahren nahm sie häufig nicht mehr an der Meisterschaft teil.
Der UB-68 belegte beim Avani Cup 2022 den vierten Platz.

## Platzierungen bei der Meisterschaft
- 1969: nicht teilgenommen
- 1970: unbekannt
- 1971: unbekannt
- 1972: unbekannt
- 1973: unbekannt
- 1974: unbekannt
- 1975: unbekannt
- 1976: unbekannt
- 1977: unbekannt
- 1978: unbekannt
- 1979: unbekannt
- 1980: unbekannt
- 1981: Platz 5 (von 6)
- 1982: Platz 2 (von 6)
- 1983: unbekannt
- 1984: Platz 5/6 (von 6)
- 1985: Platz 7 (von 8)
- 1986: Platz 4 (von 6)
- 1987: unbekannt
- 1988: unbekannt
- 1989: nicht qualifiziert
- 1990: nicht qualifiziert
- 1991: nicht qualifiziert
- 1992: nicht teilgenommen
- 1993: nicht teilgenommen
- 1994: unbekannt
- 1995: nicht qualifiziert
- 1996: unbekannt
- 1997: unbekannt
- 1998: Platz 7 (von 8)
- 1999: nicht teilgenommen
- 2000: nicht qualifiziert
- 2001: nicht qualifiziert
- 2002: nicht qualifiziert
- 2003: nicht qualifiziert
- 2004: unbekannt
- 2005: unbekannt
- 2006: nicht qualifiziert
- 2007: unbekannt
- 2008: unbekannt
- 2009: nicht qualifiziert
- 2010: nicht qualifiziert
- 2011: unbekannt
- 2012: unbekannt
- 2013: nicht teilgenommen
- 2014: nicht qualifiziert
- 2015: nicht qualifiziert
- 2016: nicht teilgenommen
- 2017: unbekannt
- 2018: nicht teilgenommen
- 2019: unbekannt
- 2020: nicht teilgenommen
- 2021: (nicht ausgetragen)
- 2022: unbekannt
- 2023: unbekannt